# Roy A. Tucker
Roy A. Tucker é um astrônomo estado-unidense, descobridor de 712 asteróides entre 1996 e 2010. Trabalhou no Laboratório de Tecnologia de Imagens da Universidade do Arizona e foi um dos cinco pesquisadores agraciados com o prêmio "Gene Shoemaker Near Earth Object Grant" em 2002, pela Sociedade Planetária.
Tucker é um dos três co-descobridores do asteróide 99942 Apophis (antigamente melhor conhecido por sua designação provisória 2004 MN4) juntamente com David J. Tholen e Fabrizio Bernardi da Universidade do Havaí. Este asteróide chegará o mais próximo da Terra no dia 13 de abril de 2029 e será tão luminoso quanto uma estrela de terceira magnitude.
O asteroide 10914 Tucker foi assim nomeado em sua homenagem.